# أريندونك
أريندونك (تنطق بالهولندية: [ˈaːrəndɔŋk]) هي بلدية تقع في بلجيكا بمقاطعة أنتفيرب.

## أعلام
- ريك فان ستينبرجين
- رينيه ميرتنز